# Világtörténet (Weisz)
A Weisz Keresztély János-féle Világtörténet egy nagy, az Osztrák–Magyar Monarchia időszakában megjelent egyetemes történeti munka. Valószínűleg a létező legterjedelmesebb magyar nyelvű világtörténet.

## Jellemzői
A 22 kötetes mű tulajdonképpen Johann Baptist Weiss (1820–1899) német történész Weltgeschichtejének fordítása. A Temesvárott 1896 és 1905 között magánkiadásban megjelent sorozat körülbelül 17.900 oldalt tartalmaz, ezzel valószínűleg a létező legterjedelmesebb magyar nyelvű világtörténet.
A műnek sem reprint, sem elektronikus kiadása mindezideig nem létezik.

## Tartalomjegyzék
| Kötetszám    | Kötetcím                                                                              | Korszak         | Kiadási év |
| ------------ | ------------------------------------------------------------------------------------- | --------------- | ---------- |
| I. kötet     | Kelet története                                                                       | Ókor            | 1897       |
| II. kötet    | Hellas és Róma                                                                        | Ókor            | 1898       |
| III. kötet   | A kereszténység. A népvándorlás                                                       | Ókor, középkor  | 1900       |
| IV. kötet    | Az izlám. Nagy Károly. VII. Gergely                                                   | Középkor        | 1899       |
| V. kötet     | A keresztes hadjáratok ideje                                                          | Középkor        | 1900       |
| VI. kötet    | Habsburgi Rudolftól Columbusig                                                        | Középkor        | 1900       |
| VII. kötet   | Az új világ. I. Miksa. A reformáczió. V. Károly                                       | Középkor, újkor | 1900       |
| VIII. kötet  | Vallásháború. Irodalom, művészet (1530–1617-ig)                                       | Újkor           | 1903       |
| IX. kötet    | Észak-Európa. Harmincz éves háború. Irodalom, művészet                                | Újkor           | 1903       |
| X. kötet     | Angol forradalom. I. Lipót császár. XIV. Lajos kora                                   | Újkor           | 1903       |
| XI. kötet    | Északkelet és Északnyugat Európa. Osztrák örökösödési háború                          | Újkor           | 1902       |
| XII. kötet   | Mária Terézia. II. Frigyes. Franczia irodalom. Lengyelország                          | Újkor           | 1904       |
| XIII. kötet  | II. József. II. Katalin. II. Frigyes. III. Károly. III. Gusztáv. Pombal Struensse     | Újkor           | 1904       |
| XIV. kötet   | II. Lipót császár. Észak-Amerika elszakadása Angliától. A franczia forradalom kezdete | Újkor           | 1898       |
| XV. kötet    | XVI. Lajos és a forradalom                                                            | Újkor           | 1898       |
| XVI. kötet   | A franczia trón bukása. Háború Európában. Napoleon ifjusága                           | Újkor           | 1896       |
| XVII. kötet  | A rémkorszak. Fölkelés Vendéeben és Bretagneban. Az 1793. évi alkotmány               | Újkor           | 1896       |
| XVIII. kötet | Európa 1793–1796. Háború Lyonért és Belgiumért. A rémrendszer tetőpontja és bukása    | Újkor           | 1897       |
| XIX. kötet   | Lengyelország. A direktórium. Az 1795–1799. évi nagy háború                           | Újkor           | 1896       |
| XX. kötet    | Európa 1800–1806                                                                      | Újkor           | 1904       |
| XXI. kötet   | Európa 1806–1809                                                                      | Újkor           | 1905       |
| XXII. kötet  | Európa 1809–1815. Napoleon dicsősége tetőpontján és bukása. A bécsi kongresszus       | Újkor           | 1905       |